# スラヴォリュブ・ムスリン
スラヴォリュブ・ムスリン（セルビア語: Славољуб Муслин, ラテン文字転写: Slavoljub Muslin、1953年6月15日 - ）は、セルビア（旧ユーゴスラビア）の元サッカー選手、サッカー指導者。
ポジションはディフェンダー。

## 経歴
現役時代はレッドスター・ベオグラードでUEFAカップ1978-79決勝進出に貢献した。監督としてはFCジロンダン・ボルドーでジネディーヌ・ジダンを指導し、古巣レッドスター・ベオグラードに2度の二冠をもたらした。2016年5月にセルビア代表に就任すると2018 FIFAワールドカップ・ヨーロッパ予選グループDで首位となり8年ぶりの国際大会出場に導いたが2017年10月に退任し本大会で指揮を執ることはなかった。

## タイトル

### 選手
OFKベオグラード
- ユーゴスラビアカップ：1965-66

レッドスター・ベオグラード
- ユーゴスラビア・プルヴァ・リーガ：1976-77, 1979-80, 1980-81

### 監督
ラジャ・カサブランカ
- ボトラ：1998-99

レッドスター・ベオグラード
- セルビア・モンテネグロ・プルヴァ・リーガ：1999-00, 2000-01, 2003-04
- セルビア・モンテネグロカップ：1999-00, 2003-04

レフスキ・ソフィア
- ブルガリアプロサッカーリーグ：2001-02
- ブルガリア・カップ：2001-02